# Keisuke Mori
Keisuke Mori (森 惠佑 Mori Keisuke?), född 17 april 1980 i Saga prefektur, är en japansk före detta fotbollsspelare.
Mori började sin karriär 1999 i Sagan Tosu. Han spelade 51 ligamatcher för klubben. Efter Sagan Tosu spelade han för ALO's Hokuriku och Mito HollyHock. Han avslutade karriären 2006.